# أحلى الأغاني (ألبوم ديانا حداد)
أحلى أغاني ديانا حداد هو ألبوم غنائي للمطربة اللبنانية ديانا حداد ، تم طرحه في الأسواق عام 2002 وهو مكون من مجموعة أغاني سابقة للألبوم من عدة ألبومات سابقة وأغاني منفردة طرحتها قبل ذلك.
الألبوم من إنتاج شركة الخيول، كما أن شركة روتانا أيضا طرحته.

## الاغاني
- إمـشـي ورا كـدبـهـم
- أمـانـيـه
- أهـل العـشـق
- لاقـيـتـك
- مـن غـبـت
- يـامـايـا
- عـنـيـدة
- بـريـة
- غـلـطـتـي
- ساكن